# Фромаже
Фромаже́ (фр. Fromager) — область в Кот-д’Ивуаре.
- Административный центр — город Ганьоа.
- Площадь — 6903 км², население — 772 368 человек (2010 год).

## География
На севере граничит с областью Марауэ, на северо-востоке с областью Лак, на востоке с областью Лагюн, на юге с областью Сюд-Бандама, на западе с областью Ба-Сассандра, на северо-западе с областью О-Сассандра.

## Административное деление
Делится на два департамента:
- Ганьоа
- Уме